# Port Matilda
Port Matilda es un borough ubicado en el condado de Centre en el estado estadounidense de Pensilvania. En el año 2000 tenía una población de 638 habitantes y una densidad poblacional de 448 personas por km².

## Geografía
Port Matilda se encuentra ubicado en las coordenadas 40°48′0″N 78°3′4″O / 40.80000, -78.05111.

## Demografía
Según la Oficina del Censo en 2000 los ingresos medios por hogar en la localidad eran de $31,932 y los ingresos medios por familia eran $37,344. Los hombres tenían unos ingresos medios de $29,375 frente a los $23,375 para las mujeres. La renta per cápita para la localidad era de $15,753. Alrededor del 19.3% de la población estaba por debajo del umbral de pobreza.